# Хрбаты, Доминик
Доминик Хрбаты (словац. Dominik Hrbatý; родился 4 января 1978 года в Братиславе, Чехословакия) — словацкий теннисист; полуфиналист одного турнира Большого шлема в одиночном разряде (Открытый чемпионат Франции-1999); победитель восьми турниров ATP (шесть — в одиночном разряде); обладатель Командного кубка мира (2000) и Кубка Хопмана (2005), а также финалист Кубка Дэвиса (2005) в составе национальной сборной Словакии.

## Общая информация
Словак единственный профессиональный спортсмен в семье: его отец — архитектор, а младший брат — судья.
Доминик впервые взял ракетку в руки в шесть лет, но до 11 лет совмещал теннисные тренировки с занятиями фигурным катанием, успев даже принять участие в одном из детских чемпионатов Европы. Позже среди спортивных хобби Хрбаты также числилось катание на горном велосипеде, глубоководная рыбалка, а также занятие горными лыжами и хоккеем. Коллекционирует монеты из Новой Зеландии. Кумиром в мире тенниса называл Ивана Лендла.
Ныне словак женат — отношения со своей избранницей: Нелли Петровой он оформил в январе 2009 года, вскоре после своей победы в Кубке Хопмана.
Имеет прозвище в мире тенниса — Доминатор (англ. Dominator), произведенное от робота из мира кино и книг Терминатора.

## Спортивная карьера
Начало карьеры
В августе 1996 года Хрбаты смог выиграть первый титул на турнире серии «челленджер», который проводился в Пльзене. В сентябре того же года в возрасте 18 лет он дебютировал на основных соревнованиях ATP-тура, сыграв на турнире в Борнмуте. Затем Доминик также сыграл первые матчи в составе сборной Словакии в отборочном розыгрыше Кубка Дэвиса. В октябре он выиграл ещё один «челленджер» в Пальма-де-Мальорке. По итогам 1996 года Хрбаты занял уже 78-е место одиночного рейтинга и получил награду ATP «новичок года».
В начале сезона 1997 года Доминик дебютировал в основной сетке взрослого турнира из серии Большого шлема. Произошло это на Открытом чемпионате Австралии, где словаку удалось с ходу пройти до стадии четвёртого раунда. На этом этапе он встретился с первой ракеткой мира на тот момент Питом Сампрасом и проиграл ему в борьбе в пяти сетах. В марте Хрбаты вышел в четвёртый раунд турнира серии мастерс в Майами. В мае он выиграл «челленджер» в Кошице и вышел в полуфинал турнира ATP в Санкт-Пёльтене, где в первом раунде Доминик смог обыграть третью ракетку мира Евгения Кафельникова. На дебютных Открытом чемпионате Франции и Уимблдонском турнире Хрбаты проиграл в первом же раунде. В июле словак прошёл в четвертьфинал турнира в Умаге. В августе вышел в полуфинал в Сан-Марино. На Открытом чемпионате США он выбыл в первом раунде. Осенью Хрбаты вышел в полуфинал турнира в Марбелье и сыграл в первом финале ATP на турнире в Палермо. В борьбе за титул он проиграл испанцу Альберто Берасатеги со счётом 4-6, 2-6.
В начале сезона 1998 года Хрбаты сыграл в 1/4 финала на турнире в Окленде. В феврале до той же стадии он дошёл на зальном турнире в Санкт-Петербурге. Следующий раз в четвертьфинал Доминик вышел в апреле на грунтовом турнире в Барселоне. В мае он выиграл «челленджер» у себя на родине в словацком Кошице. На кортах Ролан Гаррос Хрбаты добрался до третьего раунда. В июне словацкий теннисист вышел в полуфинал турнира в Болонье, а в июле в Бостаде. В начале августа Доминик вышел в четвертьфинал турнира в Амстердаме и финал в парном разряде в дуэте с Каролем Кучерой. Через неделю после этого он смог завоевать свой первый титул в основном туре. Произошло это на турнире в Сан-Марино, где Хрбаты в титульном матче смог обыграть аргентинца Мариано Пуэрта — 6-2, 7-5.
1999—2001. Полуфинал на Ролан Гаррос
С января по февраль 1999 года Хрбаты пять раз выходил в четвертьфинал на турнирах АТП и на одном из них (в Марселе) смог обыграть № 3 в мире Евгения Кафельникова. В марте на мастерсе в Индиан-Уэлсе Доминик обыграл сразу двух представителей топ-10: Андре Агасси и Марсело Риоса и также добрался до четвертьфинала. В начале мая он смог выиграть второй в карьере титул, сделав это на грунтовом турнире в Праге. В финале Хрбаты переиграл чеха Славу Доседела. Успешно он выступил на Открытом чемпионате Франции. Во втором раунде он встретился с лидером мирового рейтинга на тот момент Евгением Кафельниковым и в очередной раз смог обыграть его в этом сезоне. Пройдя в четвертьфинал, Хрбаты сыграл там против № 9 в мире Марсело Риоса и также одержал победу. В борьбе за выход в финал он уступил Андре Агасси в четырёх сетах, который затем стал победителем турнира. Благодаря выходу в первый в карьере полуфинал Большого шлема, Хрбаты смог войти в топ-20 одиночного рейтинга, заняв 18-е место. В июне словацкий теннисист вышел в полуфинал турнира в Мерано. В июле он вышел в четвертьфинал в Умаге, а в сентябре в полуфинал турнира на Мальорке.
Первого четвертьфинала в 2000 году Хрбаты добился в феврале на турнире в Роттердаме. В марте на мастерсе в Майами словак вышел в парный финал в дуэте с чехом Мартином Даммом. В апреле ему удалось выйти в финал мастерса в Монте-Карло. Среди тех кого Доминик обыграл были третий в мире Евгений Кафельников во втором раунде и № 13 в мире Алекса Корретху в четвертьфинале. В решающем матче Хрбаты уступил французу Седрику Пьолину. В мае ещё на одном мастерсе в Риме ему удалось выиграть первую ракетку мира Андре Агасси (6-4, 6-4) в третьем раунде и выйти в четвертьфинал. Там же он смог выиграть парный трофей, взяв его в партнёрстве с Мартином Даммом. В том же месяце он помог команде Словакии победить на турнире Командный Кубок мира. В августе на Открытом чемпионате США Хрбаты прошёл в четвёртый раунд и вновь по пути выиграл Евгения Кафельникова. В сентябре он впервые сыграл на Олимпийских играх, который проводились в Сиднее. В одиночном турнире Хрбаты в первом же раунде проиграл Ивану Любичичу, а в парах в альянсе с Каролем Кучерой вышел в четвертьфинал. В октябре он сыграл в парном финале турнира в Гонконге в команде с Давидом Приносилом. В 1/4 финала турнира в Токио на отказе соперника в третьем сете Доминик смог обыграть третью ракетку мира Густаво Куэртена. На зальном турнире в Базеле он вышел в четвертьфинал в одиночках и финал в парах в дуэте с Роджером Федерером. В начале ноября Хрбаты сыграл в финале турнира в Санкт-Петербурге. В 1/2 финала он переиграл № 5 в мире Евгения Кафельникова, а в финале не смог совладать с другим россиянином № 3 в мире Маратом Сафиным — 6-2, 4-6, 4-6. В самом конце сезона он ещё раз пробился в финал на турнире в Брайтоне, где на это раз проиграл Тиму Хенмену — 2-6, 2-6.
На старте сезона 2001 года Хрбаты одержал победу на турнире в Окленде. В финале он победил испанца Франсиско Клавета — 6-4, 2-6, 6-3. На Открытом чемпионате Австралии он впервые вышел в четвертьфинал. Для этого достижение он в четвёртом раунде в трёх сетах обыграл второго в мире Марата Сафина. Борьбу за полуфинал словак проиграл любимцу местной публики Патрику Рафтеру. В феврале Хрбаты ещё раз обыграл Марата Сафина, который на тот момент времени стал лидером мировой классификации. Произошло это в матче первого раунда кубка Дэвиса, где команда Словакии уступила россиянам с общим счётом 2-3. На турнире в Дубае Доминик смог выйти в полуфинал. Лучшим результатом в грунтовой части сезона стал четвертьфинал в Эшториле в апреле месяце. Следующий раз преодолеть начальные раунды на турнирах АТП ему удалось уже в сентябре, когда Хрбаты вышел в полуфинал турнира в Ташкенте. На этом же турнире он выиграл второй в карьере парный трофей, взяв его в дуэте с Жюльеном Бутте. В октябре на Кубке Кремля в Москве Храбты во втором раунде переиграл «хозяина корта» и № 4 в мире Марата Сафина. Затем, победив Иржи Новака, он прошёл в полуфинал, где уже сам проиграл немцу Николасу Киферу.
2002—2004
На Австралийском чемпионате 2002 года Хрбаты дошёл до четвёртого раунда. На Мальорке в начале мая он впервые в сезоне вышел в четвертьфинал. К тому моменту из-за низких результатов Доминик впервые с 1997 года покинул пределы топ-50. В июне он выиграл «челленджер» в Бьелле. В августе на Открытом чемпионате США во втором раунде Хрбаты уже в восьмой раз в карьере обыграл № 4 в мире Евгения Кафельникова, для которого он стал одним из самых неудобных соперников. Лучшими результатами осени для 24-летнего словака стали выходы в четвертьфинал на турнирах в Коста-ду-Сауипе и Санкт-Петербурге.
На старте сезона 2003 года Хрбаты впервые за два года вышел в финал турнира АТП. Произошло это в Окленде, где словаку нанёс поражение Густаво Куэртен (3-6, 5-7). В феврале на зальном турнире в Марселе он вышел в четвертьфинал, а в апреле на грунте в Касабланке в полуфинал. Следующий раз в 1/2 финала Хрбаты попадает в июле на турнире в Умаге. После этого он ни разу не смог дойти до стадии 1/4 финала на турнирах АТП в которых принимал участие.
В отличие от двух неудачных сезонов до этого, 2004 год стал для Хрбаты самым продуктивным в плане количества хороших результатов. Уже на старте сезона он смог выиграть титул Аделаиде. В финале он переиграл француза Микаэля Льодра — 6-4, 6-0. На следующем турнире в Окленде Хрбаты также смог выиграть главный приз. На этот раз в решающем матче он обыграл 17-летнего на тот момент Рафаэля Надаля — 4-6, 6-2, 7-5. На Открытый чемпионат Австралии у него были большие надежды, но в третьем раунде словак не смог выиграть у № 10 в мире Себастьяна Грожана. В феврале на турнире в Марселе Хрбаты выиграл свой третий одиночный титул в сезоне и шестой за карьеру. В матче за чемпионство он выиграл шведского теннисиста Робина Сёдерлинга — 4-6, 6-4, 6-4. Для Хрбаты этот титул стал последним в карьере на турнирах АТП. Ещё один шанс выиграть турнир в этом сезоне представился Доминику в апреле в Касабланке, где он вышел в финал. Однако в последнем матче он уступил испанцу Сантьяго Вентуре — 3-6, 6-1, 4-6. В июле он поднялся в рейтинге в топ-20 и выходит в четвертьфинал в Индианаполисе. В августе на мастерсе в Цинциннати Хрбаты удалось в первом раунде обыграть лидера рейтинга Роджера Федерера — 1-6, 7-6(7), 6-4.
На своей второй в карьере Олимпиаде, которая проводились в Афинах в 2004 году, он проиграл во втором раунде американцу Тейлору Денту, а в парном разряде (с Каролем Беком) выбыл уже на старте. На Открытом чемпионате США Доминик смог впервые выйти в четвертьфинал, где он проиграл британцу Тиму Хенмену. В сентябре словак вышел в четвертьфинал в Пекине, а в октябре на Кубке Кремля в Москве добрался до полуфинала. После этого результата Хрбаты поднялся на самую высокую в свое карьере — 12-ю строчку мирового рейтинга. В конце сентябре он вышел в парный финал в Санкт-Петербурге совместно с Ярославом Левинским. По итогам сезона 2004 года Доминик занял 14-е место рейтинга.
2005—2006. Финал Кубка Дэвиса

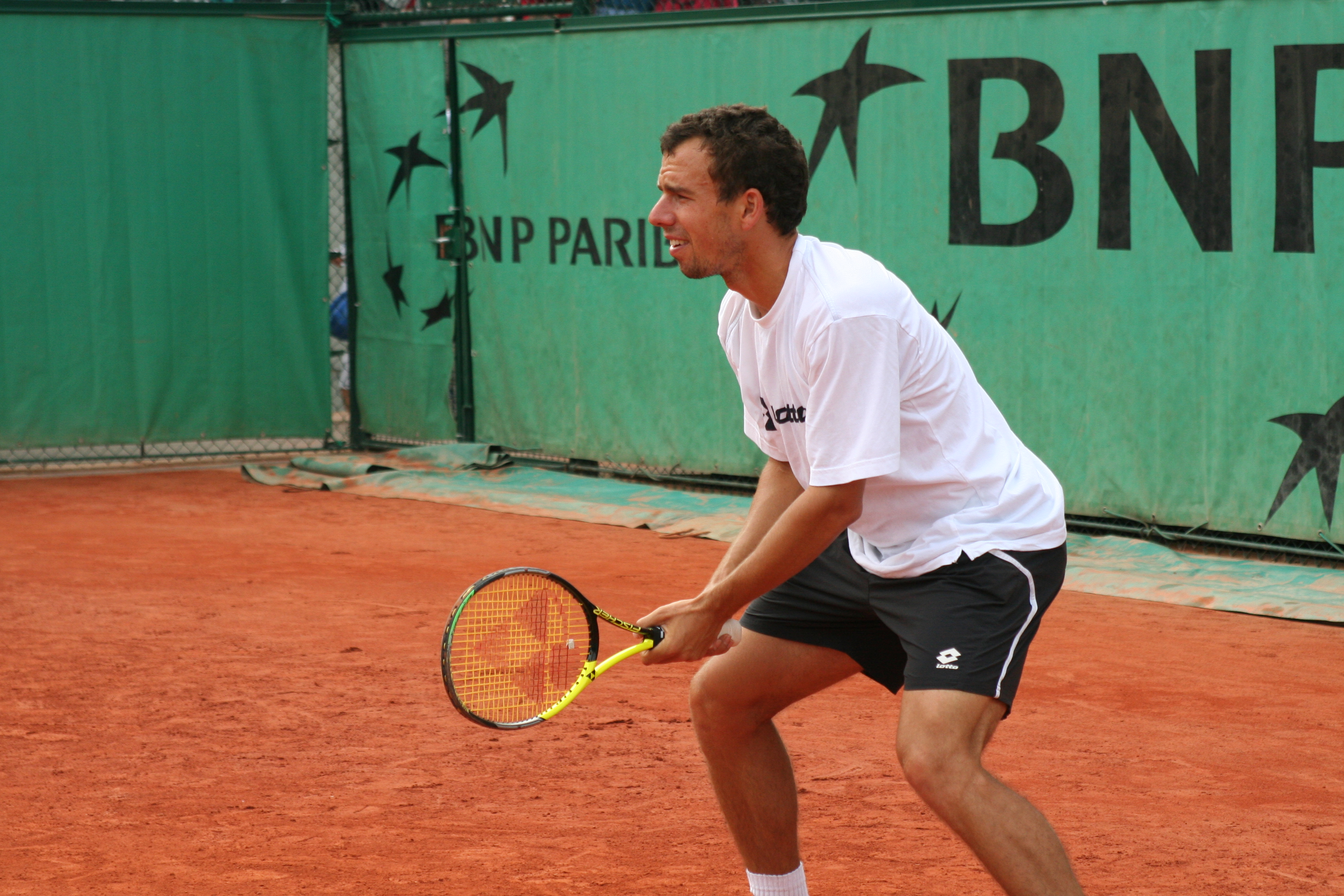
Хрбаты на Открытом чемпионат Франции 2006 года

В начале сезона 2005 года Хрбаты помог команде Словакии победить на неофициальном командном турнире Кубок Хопмана, выступив там в альянсе с Даниэлой Гантуховой. На Открытом чемпионате Австралии в матче третьего раунда он прошёл в тяжелом пятисетовом поединке № 10 в мире Гастона Гаудио. Затем Доминик выбил с турнира чемпиона 2002 года Томаса Юханссона. Добравшись до четвертьфинала он встретился там с № 4 в мире Маратом Сафиным и проиграл ему, а россиянин в итоге выиграл тот розыгрыш Австралийского чемпионата. В начале марта Хрбаты помог сборной Словакии переиграть в первом раунде Кубка Дэвиса сборную Испании, выиграв один матч у Фернандо Вердаско. На мастерсе в Майами в третьем раунде Доминик смог взять реванш у Сафина за поражение в Австралии и в целом смог дойти до четвертьфинала. Следующую свою победу над представителем топ-10 он одержал в мае на мастерсе в Риме, переиграв № 6 Тима Хенмена. На Уимблдонском турнире Хрбаты сумел выйти в четвертьфинал в парном разряде в альянсе с Михалом Мертиняком.
В июле 2005 года словаки прошли в четвертьфинале Кубка Дэвиса сборную Нидерландов, а Хрбаты выиграл две одиночных встречи. В том же месяце он сыграл в полуфинале турнира в Лос-Анджелесе. В августе на мастерсе в Монреале Хрбаты смог выйти в четвертьфинал. На Открытом чемпионате США его результатом стал выход в четвёртый раунд. В сентябре Доминик сыграл за сборную в полуфинале кубка Дэвиса и смог выиграть у № 8 в мире Гильермо Кории и проиграл № 9 Давиду Налбандяну. По итогу Словакия смогла пройти Аргентину и впервые выйти в финал Кубка Дэвиса. осенью Доминик дважды доходил до полуфиналов турниров АТП в Меце и Базеле, а также победил на «челленджере» в Братиславе. В начале декабря Хрбаты в родной Братиславе играл в финале Кубка Дэвиса в составе сборной Словакии против команды Хорватии. Доминик сумел нанести лидеру гостей Ивану Любичичу единственное за весь розыгрыш поражение и хорваты победили со счётом 3-2 и впервые в своей истории выиграли Кубок Дэвиса.
Сезон 2006 года Хрбаты начал с полуфинала на турнире в Аделаиде. На Австралийском чемпионате он смог доиграть до четвёртого раунда. С февраля по май он выступал не очень удачно. На Открытом чемпионате Франции его результатом стал выход в третий раунд. В июле Доминик сыграл в полуфинале на турнире в Лос-Анджелесе. В сентябре он вышел в четвертьфинал на турнире в Пекине, а в октябре в полуфинал на турнире в Вене. Лучшего результата в сезоне Хрбаты достиг в ноябре на мастерсе в Париже. Ему удалось выиграть у Игоря Андреева, Энди Маррея Томаша Бердыха и Томми Хааса. Попав таким образом в финал, Доминик встретился там с пятой ракеткой мира Николаем Давыденко и разгромно проиграл ему в борьбе за титул.
Завершение карьеры
Начиная с 2007 года результаты 29-летнего словака пошли на спад. На Открытом чемпионате Австралии он смог выйти в третий раунд, последний раз дойдя до этой стадии на турнирах Большого шлема. В апреле он сыграл в четвертьфинале турнира в Касабланке. В августе на мастерсе в Монреале он смог обыграть во втором раунде № 7 в мире на тот момент Томми Робредо.
С сентября 2007 по март 2008 года Хрбаты не выступал на туре и в рейтинге откатился во вторую сотню впервые с 1996 года. Попытки вернуться на прежний уровень оканчивались неудачами. В августе 2008 года он выступил на своей третьей в карьере Олимпиаде, которая проводились в Пекине. Там Хрбаты дошёл до второго раунда, где проиграл американцу Джеймсу Блейку. С 2009 года из-за низкого рейтинга Хрбаты в основном выступает на турнирах серии «челленджер». С 2010 по 2014 год выступал на мелких турнирах непостоянно и последний раз сыграл в апреле 2014 года на «фьючерсе» в Египте.

## Рейтинг на конец года
| Год  | Одиночный рейтинг | Парный рейтинг |
| 2013 | 1486              |                |
| 2012 | 1089              |                |
| 2011 | 706               | 872            |
| 2010 | 417               | 572            |
| 2009 | 141               | 169            |
| 2008 | 253               | 209            |
| 2007 | 136               | 280            |
| 2006 | 21                | 70             |
| 2005 | 18                | 38             |
| 2004 | 14                | 55             |
| 2003 | 61                | 65             |
| 2002 | 51                | 127            |
| 2001 | 36                | 58             |
| 2000 | 17                | 16             |
| 1999 | 21                | 145            |
| 1998 | 46                | 222            |
| 1997 | 40                | 198            |
| 1996 | 78                | 221            |
| 1995 | 315               | 539            |
| 1994 | 881               | 849            |

По данным официального сайта ATP на последнюю неделю года.

## Выступления на турнирах

### Финалы турнировATPв одиночном разряде (13)

#### Победы (6)
| Титулы                      |
| --------------------------- |
| Турниры Большого шлема (0)* |
| Итоговый турнир ATP (0)     |
| серия Мастерс (0+1)         |
| АТР Gold (0)                |
| АТР International (6+1)     |

| Титулы по покрытиям | Титулы по месту проведения матчей турнира |
| ------------------- | ----------------------------------------- |
| Хард (4+1)*         | Зал (1)                                   |
| Грунт (2+1)         | Зал (1)                                   |
| Трава (0)           | Открытый воздух (5+2)                     |
| Ковёр (0)           | Открытый воздух (5+2)                     |

* количество побед в одиночном разряде + количество побед в парном разряде.
| №  | Дата            | Турнир                     | Покрытие   | Соперник в финале | Счёт        |
| 1. | 16 августа 1998 | Сан-Марино                 | Грунт      | Мариано Пуэрта    | 6-2 7-5     |
| 2. | 2 мая 1999      | Прага, Чехия               | Грунт      | Слава Доседел     | 6-2 6-2     |
| 3. | 13 января 2001  | Окленд, Новая Зеландия     | Хард       | Франсиско Клавет  | 6-4 2-6 6-3 |
| 4. | 11 января 2004  | Аделаида, Австралия        | Хард       | Микаэль Льодра    | 6-4 6-0     |
| 5. | 17 января 2004  | Окленд, Новая Зеландия (2) | Хард       | Рафаэль Надаль    | 4-6 6-2 7-5 |
| 6. | 29 февраля 2004 | Марсель, Франция           | Хард (зал) | Робин Сёдерлинг   | 4-6 6-4 6-4 |

#### Поражения (7)
| №  | Дата           | Турнир                  | Покрытие    | Соперник в финале   | Счёт              |
| 1. | 5 октября 1997 | Палермо, Италия         | Грунт       | Альберто Берасатеги | 4-6 2-6           |
| 2. | 23 апреля 2000 | Монте-Карло, Монако     | Грунт       | Седрик Пьолин       | 4-6 6-7(3) 6-7(6) |
| 3. | 12 ноября 2000 | Санкт-Петербург, Россия | Хард (зал)  | Марат Сафин         | 6-2 4-6 4-6       |
| 4. | 26 ноября 2000 | Брайтон, Великобритания | Хард (зал)  | Тим Хенмен          | 2-6 2-6           |
| 5. | 11 января 2003 | Окленд, Новая Зеландия  | Хард        | Густаво Куэртен     | 3-6 5-7           |
| 6. | 22 мая 2004    | Касабланка, Марокко     | Грунт       | Сантьяго Вентура    | 3-6 6-1 4-6       |
| 7. | 5 ноября 2006  | Париж, Франция          | Ковёр (зал) | Николай Давыденко   | 1-6 2-6 2-6       |

### Финалы челленджеров и фьючерсов в одиночном разряде (25)

#### Победы (11)
| Условные обозначения |
| Челленджеры (6+4)*   |
| Фьючерсы (5+3)       |

| Титулы по покрытиям | Титулы по месту проведения матчей турнира |
| ------------------- | ----------------------------------------- |
| Хард (1+1)*         | Зал (1+1)                                 |
| Грунт (10+6)        | Зал (1+1)                                 |
| Трава (0)           | Открытый воздух (10+6)                    |
| Ковёр (0)           | Открытый воздух (10+6)                    |

* количество побед в одиночном разряде + количество побед в парном разряде.
| №   | Дата            | Турнир                      | Покрытие   | Соперник в финале | Счёт           |
| 1.  | 13 октября 1995 | Будапешт, Венгрия           | Грунт      | Петр Дезорт       | 6-3 6-4        |
| 2.  | 18 февраля 1996 | Эль-Мансура, Египет         | Грунт      | Джими Шимански    | 6-2 3-6 6-3    |
| 3.  | 25 февраля 1996 | Эль-Мансура, Египет         | Грунт      | Андрей Меринов    | 6-3 6-3        |
| 4.  | 3 марта 1996    | Эль-Мансура, Египет         | Грунт      | Андрей Рыбалко    | 6-4 6-2        |
| 5.  | 29 марта 1996   | Ичичи, Хорватия             | Грунт      | Томас Шисслинг    | 6-2 7-6        |
| 6.  | 11 августа 1996 | Пльзень, Чехия              | Грунт      | Серхио Кортес     | 6-3 6-2        |
| 7.  | 20 октября 1996 | Пальма-де-Мальорка, Испания | Грунт      | Дирк Дир          | 6-3 6-2        |
| 8.  | 18 мая 1997     | Кошице, Словакия            | Грунт      | Николас Лапентти  | 6-4 6-4        |
| 9.  | 17 мая 1998     | Кошице, Словакия            | Грунт      | Фернандо Мелигени | 7-5 6-4        |
| 10. | 16 июня 2002    | Бьелла, Италия              | Грунт      | Хосе Акасусо      | 6-4 6-7(4) 6-4 |
| 11. | 13 ноября 2005  | Братислава, Словакия        | Хард (зал) | Даниэле Браччали  | 7-5 6-1        |

#### Поражения (14)
| №   | Дата            | Турнир                  | Покрытие    | Соперник в финале             | Счёт              |
| 1.  | 14 апреля 1995  | Ичичи, Хорватия         | Грунт       | Дину-Михай Пескариу           | 4-6 4-6           |
| 2.  | 12 мая 1995     | Варшава, Польша         | Грунт       | Иржи Пеликан                  | 6-7 6-7           |
| 3.  | 26 мая 1995     | Варшава, Польша         | Грунт       | Удо Пламбергер                | 5-7 7-6 4-6       |
| 4.  | 10 ноября 1995  | Сус, Тунис              | Хард        | Диего Лосано Вильяльба        | 4-6 7-6 1-6       |
| 5.  | 15 марта 1996   | Ичичи, Хорватия         | Грунт       | Мартейн Белгравер             | 7-6 4-6 4-6       |
| 6.  | 23 июня 1996    | Кошице, Словакия        | Грунт       | Маркос Аурелио Горрис Боньора | 4-6 3-6           |
| 7.  | 21 июля 1996    | Схевенинген, Нидерланды | Грунт       | Деннис ван Схеппинген         | 6-4 3-6 2-6       |
| 8.  | 25 августа 1996 | Грац, Австрия           | Грунт       | Хуан Альберт Вилока Пуиг      | 7-6 2-6 2-6       |
| 9.  | 13 октября 1996 | Барселона, Испания      | Грунт       | Марсело Филиппини             | 4-6 4-6           |
| 10. | 19 мая 2002     | Загреб, Хорватия        | Грунт       | Луис Орна                     | 2-6 1-6           |
| 11. | 14 ноября 2004  | Братислава, Словакия    | Хард (зал)  | Маркос Багдатис               | 6-7(4) 6-7(3)     |
| 12. | 10 июня 2006    | Простеёв, Чехия         | Грунт       | Ян Гайек                      | 3-6 7-5 2-6       |
| 13. | 22 февраля 2009 | Белград, Сербия         | Ковёр (зал) | Виктор Троицки                | 4-6 2-6           |
| 14. | 22 ноября 2009  | Братислава, Словакия    | Хард (зал)  | Михаэль Беррер                | 7-6(6) 4-6 6-7(3) |

### Финалы турниров ATP в парном разряде (8)

#### Победы (2)
| №  | Дата             | Турнир              | Покрытие | Партнёр      | Соперники в финале                | Счёт            |
| 1. | 14 мая 2000      | Рим, Италия         | Грунт    | Мартин Дамм  | Евгений Кафельников Уэйн Феррейра | 6-4 4-6 6-3     |
| 2. | 16 сентября 2001 | Ташкент, Узбекистан | Хард     | Жюльен Бутте | Мариус Барнард Джим Томас         | 6-4 3-6 [13-11] |

#### Поражения (6)
| №  | Дата            | Турнир                  | Покрытие    | Партнёр           | Соперники в финале                     | Счёт              |
| 1. | 27 июля 1997    | Умаг, Хорватия          | Грунт       | Кароль Кучера     | Дину-Михай Пескариу Давиде Сангвинетти | 6-7 4-6           |
| 2. | 9 августа 1998  | Амстердам, Нидерланды   | Грунт       | Кароль Кучера     | Паул Хархёйс Якко Элтинг               | 3-6 2-6           |
| 3. | 2 апреля 2000   | Майами, США             | Хард        | Мартин Дамм       | Тодд Вудбридж Марк Вудфорд             | 3-6 4-6           |
| 4. | 8 октября 2000  | Гонконг                 | Хард        | Давид Приносил    | Уэйн Блэк Кевин Ульетт                 | 1-6 2-6           |
| 5. | 29 октября 2000 | Базель, Швейцария       | Ковёр (зал) | Роджер Федерер    | Дональд Джонсон Питер Норвал           | 6-7(9) 6-4 6-7(4) |
| 6. | 31 октября 2004 | Санкт-Петербург, Россия | Ковер (зал) | Ярослав Левинский | Арно Клеман Микаэль Льодра             | 3-6 2-6           |

### Финалы челленджеров и фьючерсов в парном разряде (16)

#### Победы (7)
| №  | Дата            | Турнир              | Покрытие   | Партнёр            | Соперники в финале               | Счёт        |
| 1. | 9 сентября 1995 | Нитра, Словакия     | Грунт      | Мартин Громец      | Милан Трнени Ота Фукарек         | 6-4 7-5     |
| 2. | 3 марта 1996    | Эль-Мансура, Египет | Грунт      | Тапио Нурминен     | Оливье Морель Бернарду Мота      | 6-4 6-4     |
| 3. | 10 марта 1996   | Эль-Мансура, Египет | Грунт      | Тапио Нурминен     | Роланд Бурчер Орен Мотевассел    | 6-3 6-1     |
| 4. | 16 июня 2002    | Бьелла, Италия      | Грунт      | Джорджо Галимберти | Эшли Фишер Натан Хили            | 3-6 6-3 7-5 |
| 5. | 8 февраля 2004  | Вроцлав, Польша     | Хард (зал) | Михаэль Кольман    | Бартломей Дабровский Лукаш Кубот | 7-5 6-3     |
| 6. | 6 июня 2004     | Простеёв, Чехия     | Грунт      | Ярослав Левинский  | Тревис Пэрротт Трипп Филлипс     | 6-4 6-4     |
| 7. | 26 апреля 2009  | София, Болгария     | Грунт      | Давид Шкох         | Петер Лучак Джеймс Окленд        | 6-2 6-4     |

#### Поражения (9)
| №  | Дата             | Турнир                      | Покрытие    | Партнёр        | Соперники в финале                     | Счёт           |
| 1. | 19 мая 1995      | Варшава, Польша             | Грунт       | Михал Пекос    | Удо Пламбергер Давид Экерот            | 1-6 6-7        |
| 2. | 16 сентября 1995 | Нитра, Словакия             | Грунт       | Мартин Громец  | Павел Визнер Томаш Крупа               | 6-7 3-6        |
| 3. | 25 февраля 1996  | Эль-Мансура, Египет         | Грунт       | Тапио Нурминен | Андрей Меринов Андрей Рыбалко          | 3-6 4-6        |
| 4. | 20 октября 1996  | Пальма-де-Мальорка, Испания | Грунт       | Давид Шкох     | Кристиан Бранди Филиппо Мессори        | 6-7 2-6        |
| 5. | 10 августа 2003  | Сан-Марино                  | Грунт       | Федерико Браун | Массимо Бертолини Том Ванхудт          | 5-7 7-6(3) 2-6 |
| 6. | 13 ноября 2005   | Братислава, Словакия        | Хард (зал)  | Михал Мертиняк | Крис Хаггард Жан-Клод Шеррер           | 3-6 6-2 6-7(4) |
| 7. | 6 июня 2009      | Простеёв, Чехия             | Грунт       | Пабло Куэвас   | Юхан Брунстрём Жан-Жюльен Ройер        | 2-6 3-6        |
| 8. | 13 июня 2009     | Кошице, Словакия            | Грунт       | Мартин Клижан  | Сантьяго Вентура Рубен Рамирес Идальго | 2-6 6-7(5)     |
| 9. | 18 октября 2009  | Ренн, Франция               | Ковёр (зал) | Кевин Андерсон | Эрик Буторак Ловро Зовко               | 4-6 6-3 [6-10] |

### Финалы командных турниров (3)

#### Победы (2)
| №  | Год  | Турнир               | Команда                                     | Соперник в финале                 | Счёт |
| 1. | 2000 | Командный Кубок мира | Словакия · Д. Хрбаты, К. Кучера, Я. Крошлак | Россия · Е. Кафельников, М. Сафин | 3-0  |
| 2. | 2005 | Кубок Хопмана        | Словакия · Д.Хрбаты,Д.Гантухова             | Аргентина · Х.Дулко,Г.Кориа       | 2-1  |

#### Поражения(1)
| №  | Год  | Турнир       | Команда                                    | Соперник в финале             | Счёт |
| 1. | 2005 | Кубок Дэвиса | Словакия К. Кучера, М. Мертиняк, Д. Хрбаты | Хорватия М. Анчич, И. Любичич | 2-3  |

## История выступлений на турнирах
| Турнир                       | 1997          | 1998          | 1999          | 2000  | 2001          | 2002          | 2003          | 2004  | 2005          | 2006          | 2007          | 2008  | 2009          | 2010          | Итог   | В/П за карьеру |
| ---------------------------- | ------------- | ------------- | ------------- | ----- | ------------- | ------------- | ------------- | ----- | ------------- | ------------- | ------------- | ----- | ------------- | ------------- | ------ | -------------- |
| Турниры Большого шлема       |               |               |               |       |               |               |               |       |               |               |               |       |               |               |        |                |
| Открытый чемпионат Австралии | 4Р            | 1Р            | 1Р            | 1Р    | 1/4           | 4Р            | 1Р            | 3Р    | 1/4           | 4Р            | 3Р            | -     | 2Р            | -             | 0 / 12 | 22-12          |
| Открытый чемпионат Франции   | 1Р            | 3Р            | 1/2           | 2Р    | 2Р            | 1Р            | 2Р            | 2Р    | 1Р            | 3Р            | 1Р            | 1Р    | К             | К             | 0 / 12 | 13-12          |
| Уимблдон                     | 1Р            | 1Р            | 1Р            | 2Р    | 1Р            | 1Р            | 1Р            | 3Р    | 2Р            | 1Р            | 1Р            | 1Р    | К             | К             | 0 / 12 | 4-12           |
| Открытый чемпионат США       | 1Р            | 2Р            | 1Р            | 4Р    | 2Р            | 3Р            | 2Р            | 1/4   | 4Р            | 1Р            | 1Р            | 1Р    | K             | -             | 0 / 12 | 15-12          |
| Итог                         | 0 / 4         | 0 / 4         | 0 / 4         | 0 / 4 | 0 / 4         | 0 / 4         | 0 / 4         | 0 / 4 | 0 / 4         | 0 / 4         | 0 / 4         | 0 / 3 | 0 / 1         | 0 / 0         | 0 / 48 |                |
| В/П в сезоне                 | 3-4           | 3-4           | 5-4           | 5-4   | 6-4           | 5-4           | 2-4           | 9-4   | 8-4           | 5-4           | 2-4           | 0-3   | 1-1           | 0-0           |        | 54-48          |
| Олимпийские игры             |               |               |               |       |               |               |               |       |               |               |               |       |               |               |        |                |
| Летняя олимпиада             | Не проводился | Не проводился | Не проводился | 1Р    | Не проводился | Не проводился | Не проводился | 2Р    | Не проводился | Не проводился | Не проводился | 2Р    | Не проводился | Не проводился | 0 / 3  | 2-3            |
| Турниры АТП Мастерс          |               |               |               |       |               |               |               |       |               |               |               |       |               |               |        |                |
| Индиан-Уэллc                 | 1Р            | 1Р            | -             | 2Р    | 1Р            | 1Р            | 1Р            | 3Р    | 2Р            | 3Р            | 2Р            | К     | -             | -             | 0 / 10 | 3-10           |
| Майами                       | 4Р            | 2Р            | 1/4           | 4Р    | 3Р            | 1Р            | 1Р            | 3Р    | 1/4           | 2Р            | 2Р            | 1Р    | -             | -             | 0 / 12 | 15-12          |
| Монте-Карло                  | 1Р            | -             | 1Р            | Ф     | 1Р            | 2Р            | 1Р            | 1Р    | 1Р            | 2Р            | 2Р            | К     | -             | -             | 0 / 10 | 8-10           |
| Гамбург                      | 1Р            | 1Р            | 1Р            | 1Р    | 1Р            | -             | 1Р            | 2Р    | 3Р            | 2Р            | 1Р            | -     | Не Мастерс    | Не Мастерс    | 0 / 10 | 4-10           |
| Рим                          | -             | -             | 2Р            | 1/4   | 1Р            | -             | 2Р            | 1Р    | 1/4           | 2Р            | 1Р            | -     | -             | -             | 0 / 8  | 9-8            |
| Торонто/Монреаль             | -             | -             | -             | -     | 2Р            | 1Р            | -             | 1Р    | 1/4           | 2Р            | 3Р            | -     | -             | -             | 0 / 6  | 7-6            |
| Цинциннати                   | -             | -             | -             | 1Р    | 1Р            | 2Р            | -             | 2Р    | 3Р            | 3Р            | 1Р            | -     | -             | -             | 0 / 7  | 6-7            |
| Штутгарт/Мадрид              | -             | -             | 2Р            | 2Р    | 1Р            | -             | К             | 2Р    | 3Р            | 2Р            | -             | -     | -             | -             | 0 / 6  | 4-6            |
| Париж                        | -             | -             | 1Р            | 2Р    | 2Р            | 2Р            | 2Р            | 2Р    | 3Р            | Ф             | -             | -     | -             | -             | 0 / 8  | 9-8            |
| Статистика за карьеру        |               |               |               |       |               |               |               |       |               |               |               |       |               |               |        |                |
| Проведено финалов            | 1             | 1             | 1             | 3     | 1             | 0             | 1             | 4     | 0             | 1             | 0             | 0     | 0             | 0             |        | 13             |
| Выиграно турниров            | 0             | 1             | 1             | 0     | 1             | 0             | 0             | 3     | 0             | 0             | 0             | 0     | 0             | 0             |        | 6              |
| В/П: всего                   | 27-23         | 34-29         | 38-32         | 44-29 | 31-30         | 23-29         | 26-26         | 42-26 | 43-26         | 32-28         | 10-21         | 5-9   | 4-7           | 0-1           |        | 359-318        |
| Σ % побед                    | 54 %          | 54 %          | 54 %          | 60 %  | 51 %          | 44 %          | 50 %          | 62 %  | 62 %          | 53 %          | 32 %          | 36 %  | 36 %          | 0 %           |        | 53 %           |

К — проигрыш в квалификационном турнире.